# Fisiólogo

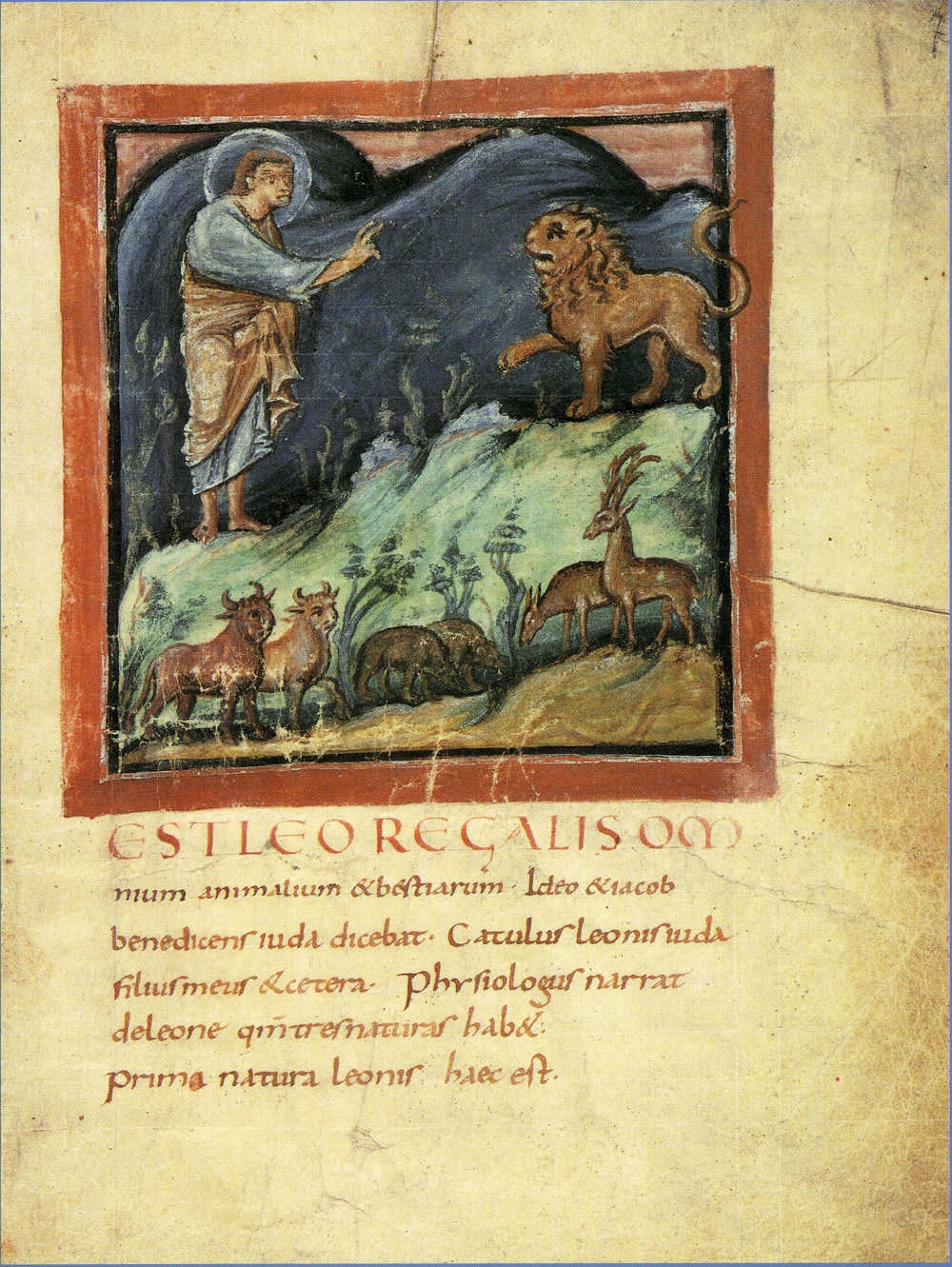
Adão nomeia o Leão, Fisiólogo de Berna, séc. IX.

O Fisiólogo, ou Physiologus em Latim, é um manuscrito grego antigo que resulta da compilação de uma série de lendas com origem nas tradições indiana, egípcia e judaica, a que se acrescem as contribuições gregas dos textos clássicos sobre o mundo natural de Aristóteles, Heródoto, Plínio e outros naturalistas. Não se conhece a autoria do texto, mas, pelo que nos diz a tradição e Richard Gottheil , tem-se especulado sobre a possível autoria de Clemente de Alexandria, ou Tatiano, ou Epifânio, ou Basílio de Cesareia ou, ainda, São João Crisóstomo. Durante a década de noventa considerava-se que o Fisiólogo teria sido escrito em Alexandria no (século II), até Alan Scott defender que a sua composição pertencia ao fim do século seguinte ou início do ainda posterior, por ser notável a influência de Orígenes. Scott também questiona Alexandria como lugar da composição do manuscrito, afirmando que as provas só indicam que tenha sido escrito no Egipto, todavia, a noção de que se trata desta cidade tem sido aceite pela academia. Segundo estudos conduzidos na Universidade de Aberdeen, terão sido os textos de São Paulo e Orígenes a revestir estas histórias antigas com o tecido cristão, onde se procurava mostrar que o mundo de Deus estava espelhado no mundo natural.
O Peridéxion é a única árvore que está representada no manuscrito antigo do Fisiólogo, que consistia na descrição de animais, pássaros, criaturas fantásticas e pedras, acompanhados de conteúdo moral didáctico, sob a forma de metáforas para facilitar a aprendizagem e integração do cristianismo. Até ao advento da ciência, quando se universalizou um conhecimento mais rigoroso do mundo natural, acreditava-se que as histórias e animais catalogados no Fisiólogo eram reais, pelo que durante muito tempo no medievo, este era o texto que se tinha mais próximo de uma zoologia. Tal como o podemos conhecer agora, deriva duma zoologia popular em cerca de cinquenta secções que acabou por ser transformada num conjunto de alegorias cristãs.